# Lasioglossum umbone
Lasioglossum umbone är en biart som först beskrevs av Michener 1980.  Lasioglossum umbone ingår i släktet smalbin, och familjen vägbin. Inga underarter finns listade i Catalogue of Life.